# 1315
Il 1315 (MCCCXV in numeri romani) è un anno  del XIV secolo.

## Eventi
- 15 novembre - Ha luogo la Battaglia del Morgarten, dove gli eserciti uniti dei cantoni primordiali svizzeri infliggono una sonora sconfitta agli Asburgo.
- San Corrado Confalonieri da Piacenza si converte ed entra nel Terzo Ordine francescano nell'hospitale per pellegrini di Calendasco.
- Dicembre - L'Aquila - Un sisma colpisce la città e la sua provincia.
- Albertino Mussato, preumanista padovano, è incoronato poeta.

## Nati
- 10 marzo - Ramathibodi I, sovrano siamese († 1369)
- 14 aprile - Muhammad IV di Granada, sultano († 1333)
- 15 aprile - Giacomo III di Maiorca, principe († 1349)
- 20 maggio - Bona di Lussemburgo, duchessa († 1349)
- 20 maggio - Paolo da Certaldo, mercante e scrittore italiano
- Enrico Alfieri, francescano italiano († 1405)
- Antonio Beccari, poeta italiano
- Maria di Borbone, principessa († 1387)
- Francesco Bruni, politico italiano († 1385)
- Ciuto de Ciompi, architetto e scultore italiano († 1388)
- Eberardo II di Württemberg, conte tedesco († 1392)
- Imperatrice Gi, imperatrice coreana († 1370)
- Hafez, mistico e poeta persiano († 1390)
- Ludovico V di Baviera, nobile tedesco († 1361)
- Étienne Marcel, politico francese († 1358)
- Pierre d'Orgemont, politico francese († 1389)
- Sliwa bar Yuhanna, storico, scrittore e presbitero siro
- Federico da Pagana, doge († 1406)

## Morti
- 13 gennaio - Ottobuono di Razzi, patriarca cattolico italiano
- 3 aprile - Jacopo Bertaldo, giurista e vescovo cattolico italiano
- 8 aprile - Moroello Malaspina, condottiero e militare italiano
- 9 aprile - Ubaldo Adimari, religioso italiano
- 30 aprile - Enguerrand de Marigny, giurista francese (n. 1260)
- 1º maggio - Margherita di Brandeburgo, nobildonna tedesca
- 9 maggio - Ugo V di Borgogna, re (n. 1294)
- 10 giugno - Arrigo da Bolzano, beato italiano
- 12 agosto - Guy de Beauchamp, X conte di Warwick, nobile britannico
- 29 agosto - Carlo d'Angiò, generale italiano
- 29 agosto - Pietro d'Angiò, militare francese (n. 1292)
- 31 agosto - Andrea Dotti, presbitero italiano (n. 1256)
- 13 dicembre - Gastone I di Foix-Béarn, condottiero francese
- Margherita di Borgogna, regina (n. 1290)
- Foucaud du Merle, militare francese
- Scarpetta Ordelaffi, nobile
- Giacchinotto de' Pazzi, politico italiano
- Guglielmo di Saint-Pathus, religioso francese (n. 1250)
- Tommaso di Sutton, teologo britannico (n. 1230)
- Violante di Saluzzo, nobildonna italiana (n. 1270)
- Margherita di Villehardouin, nobildonna bizantina (n. 1266)
- Neil Campbell, nobile e cavaliere medievale scozzese (n. 1258)

## Calendario
| Calendario 1315 | Calendario 1315 | Calendario 1315 | Calendario 1315 | Calendario 1315 | Calendario 1315 | Calendario 1315 | Calendario 1315 | Calendario 1315 | Calendario 1315 | Calendario 1315 | Calendario 1315 | Calendario 1315 | Calendario 1315 | Calendario 1315 | Calendario 1315 | Calendario 1315 | Calendario 1315 | Calendario 1315 | Calendario 1315 | Calendario 1315 | Calendario 1315 | Calendario 1315 | Calendario 1315 | Calendario 1315 | Calendario 1315 | Calendario 1315 | Calendario 1315 | Calendario 1315 | Calendario 1315 | Calendario 1315 | Calendario 1315 | Calendario 1315 |
| --------------- | --------------- | --------------- | --------------- | --------------- | --------------- | --------------- | --------------- | --------------- | --------------- | --------------- | --------------- | --------------- | --------------- | --------------- | --------------- | --------------- | --------------- | --------------- | --------------- | --------------- | --------------- | --------------- | --------------- | --------------- | --------------- | --------------- | --------------- | --------------- | --------------- | --------------- | --------------- | --------------- |
|                 | 1               | 2               | 3               | 4               | 5               | 6               | 7               | 8               | 9               | 10              | 11              | 12              | 13              | 14              | 15              | 16              | 17              | 18              | 19              | 20              | 21              | 22              | 23              | 24              | 25              | 26              | 27              | 28              | 29              | 30              | 31              |                 |
| Gennaio         | Me              | Gi              | Ve              | Sa              | Do              | Lu              | Ma              | Me              | Gi              | Ve              | Sa              | Do              | Lu              | Ma              | Me              | Gi              | Ve              | Sa              | Do              | Lu              | Ma              | Me              | Gi              | Ve              | Sa              | Do              | Lu              | Ma              | Me              | Gi              | Ve              |                 |
| Febbraio        | Sa              | Do              | Lu              | Ma              | Me              | Gi              | Ve              | Sa              | Do              | Lu              | Ma              | Me              | Gi              | Ve              | Sa              | Do              | Lu              | Ma              | Me              | Gi              | Ve              | Sa              | Do              | Lu              | Ma              | Me              | Gi              | Ve              |                 |                 |                 |                 |
| Marzo           | Sa              | Do              | Lu              | Ma              | Me              | Gi              | Ve              | Sa              | Do              | Lu              | Ma              | Me              | Gi              | Ve              | Sa              | Do              | Lu              | Ma              | Me              | Gi              | Ve              | Sa              | Do              | Lu              | Ma              | Me              | Gi              | Ve              | Sa              | Do              | Lu              |                 |
| Aprile          | Ma              | Me              | Gi              | Ve              | Sa              | Do              | Lu              | Ma              | Me              | Gi              | Ve              | Sa              | Do              | Lu              | Ma              | Me              | Gi              | Ve              | Sa              | Do              | Lu              | Ma              | Me              | Gi              | Ve              | Sa              | Do              | Lu              | Ma              | Me              |                 |                 |
| Maggio          | Gi              | Ve              | Sa              | Do              | Lu              | Ma              | Me              | Gi              | Ve              | Sa              | Do              | Lu              | Ma              | Me              | Gi              | Ve              | Sa              | Do              | Lu              | Ma              | Me              | Gi              | Ve              | Sa              | Do              | Lu              | Ma              | Me              | Gi              | Ve              | Sa              |                 |
| Giugno          | Do              | Lu              | Ma              | Me              | Gi              | Ve              | Sa              | Do              | Lu              | Ma              | Me              | Gi              | Ve              | Sa              | Do              | Lu              | Ma              | Me              | Gi              | Ve              | Sa              | Do              | Lu              | Ma              | Me              | Gi              | Ve              | Sa              | Do              | Lu              |                 |                 |
| Luglio          | Ma              | Me              | Gi              | Ve              | Sa              | Do              | Lu              | Ma              | Me              | Gi              | Ve              | Sa              | Do              | Lu              | Ma              | Me              | Gi              | Ve              | Sa              | Do              | Lu              | Ma              | Me              | Gi              | Ve              | Sa              | Do              | Lu              | Ma              | Me              | Gi              |                 |
| Agosto          | Ve              | Sa              | Do              | Lu              | Ma              | Me              | Gi              | Ve              | Sa              | Do              | Lu              | Ma              | Me              | Gi              | Ve              | Sa              | Do              | Lu              | Ma              | Me              | Gi              | Ve              | Sa              | Do              | Lu              | Ma              | Me              | Gi              | Ve              | Sa              | Do              |                 |
| Settembre       | Lu              | Ma              | Me              | Gi              | Ve              | Sa              | Do              | Lu              | Ma              | Me              | Gi              | Ve              | Sa              | Do              | Lu              | Ma              | Me              | Gi              | Ve              | Sa              | Do              | Lu              | Ma              | Me              | Gi              | Ve              | Sa              | Do              | Lu              | Ma              |                 |                 |
| Ottobre         | Me              | Gi              | Ve              | Sa              | Do              | Lu              | Ma              | Me              | Gi              | Ve              | Sa              | Do              | Lu              | Ma              | Me              | Gi              | Ve              | Sa              | Do              | Lu              | Ma              | Me              | Gi              | Ve              | Sa              | Do              | Lu              | Ma              | Me              | Gi              | Ve              |                 |
| Novembre        | Sa              | Do              | Lu              | Ma              | Me              | Gi              | Ve              | Sa              | Do              | Lu              | Ma              | Me              | Gi              | Ve              | Sa              | Do              | Lu              | Ma              | Me              | Gi              | Ve              | Sa              | Do              | Lu              | Ma              | Me              | Gi              | Ve              | Sa              | Do              |                 |                 |
| Dicembre        | Lu              | Ma              | Me              | Gi              | Ve              | Sa              | Do              | Lu              | Ma              | Me              | Gi              | Ve              | Sa              | Do              | Lu              | Ma              | Me              | Gi              | Ve              | Sa              | Do              | Lu              | Ma              | Me              | Gi              | Ve              | Sa              | Do              | Lu              | Ma              | Me              |                 |